# Clyde Scott
Clyde Luther Scott (ur. 29 sierpnia 1924 w Dixie w parafii Caddo w Luizjanie, zm. 30 stycznia 2018 w Little Rock) – amerykański lekkoatleta (płotkarz), wicemistrz olimpijski z 1948, później zawodnik futbolu amerykańskiego.
Urodził się w Luizjanie, ale wychował w Smackover w stanie Arkansas. Trenował lekkoatletykę i futbol akademicki na University of Arkansas i United States Naval Academy. Zwyciężył w 1948 w biegu na 110 metrów przez płotki na akademickich mistrzostwach Stanów Zjednoczonych (NCAA).
Na igrzyskach olimpijskich w 1948 w Londynie zdobył srebrny medal w tej konkurencji za swym rodakiem Williamem Porterem, a przed innym Amerykaninem Craigiem Dixonem.
W 1948 rozpoczął karierę jako zawodnik futbolu amerykańskiego w NFL. Grał w drużynach Philadelphia Eagles i Detroit Lions na pozycjach halfback i defensive back. Zdobył z tymi drużynami mistrzostwo NFL w 1949 i 1952.
Po zakończeniu kariery pracował w różnych firmach branży ubezpieczeniowej. W 2000 został wybrany na najlepszego sportowca XX wieku w stanie Arkansas.